# 池島炭鉱
池島炭鉱（いけしまたんこう）は、西彼杵半島の西沖合約7 kmにある周囲約4 kmの池島（長崎県長崎市池島町）周辺の海底に広がる炭鉱で、九州最後の炭坑の島であった。
操業開始から閉山までの出炭量は4,400万トンである。

## 歴史
三井松島産業の子会社である松島炭鉱株式会社により、1959年より出炭が始まり、のちに閉山後の松島に建設された電源開発（J-POWER）の石炭火力発電所に石炭を供給した。隣接地での旺盛な需要により石炭の採掘は1980 - 1990年代にかけても進められ、最盛期の1985年には150万トンを越える石炭が採掘された。1990年代には鉱区約35,500 ha、坑道の総延長距離が約96 kmに達した。炭鉱マンの移動時間の短縮のために人車の軌道が改良され、ドイツ製の高速人車「女神号・慈海」も導入された。
当時の炭鉱マンの給与は平均的サラリーマンの約2倍はあったといわれ、日本の基幹産業として高度成長を支え活況を呈していた。また、池島の石炭は良質なものとして重宝され、盛期には社宅として高層アパート群が次々に建設された。これらの社宅は共同の浴槽と給湯設備付きの洗濯場付きで、家賃は閉山直前は400円であった。
しかし、その後は炭鉱内での事故が相次いで発生、さらに1998年の電力自由化によって池島の石炭は安価な海外炭に押されるようになり2001年11月に閉山。当時約2,500人いた従業員はすべて解雇された。現在残ったほとんどの住宅や商店街は廃墟となりゴーストタウンの様相を呈している。

### 閉山後
閉山後に炭鉱技術海外移転事業が始められると、石炭採掘に豊富な経験を持つ日本に対して、大規模な鉱山事故が頻発する中国をはじめとするアジア諸国などより事業継続の要望が強く、現在は炭鉱跡地に研修センターが設けられ、インドネシア、ベトナム人など年間約60名が技術伝承のため入国し働いている。また、2編成が運転されていた高速人車「女神号慈海」は、1編成（6両）が研修センター、もう1編成が大牟田市石炭産業科学館に保存されている。
長崎県の観光企画「長崎さるく」の一環として、期間限定で炭鉱跡や往時の面影を巡るツアーが催されており、簡易ながらも食堂や宿泊施設が存在していたが、2023年4月現在食堂は閉店し宿泊施設のみが残っている。

## 年表

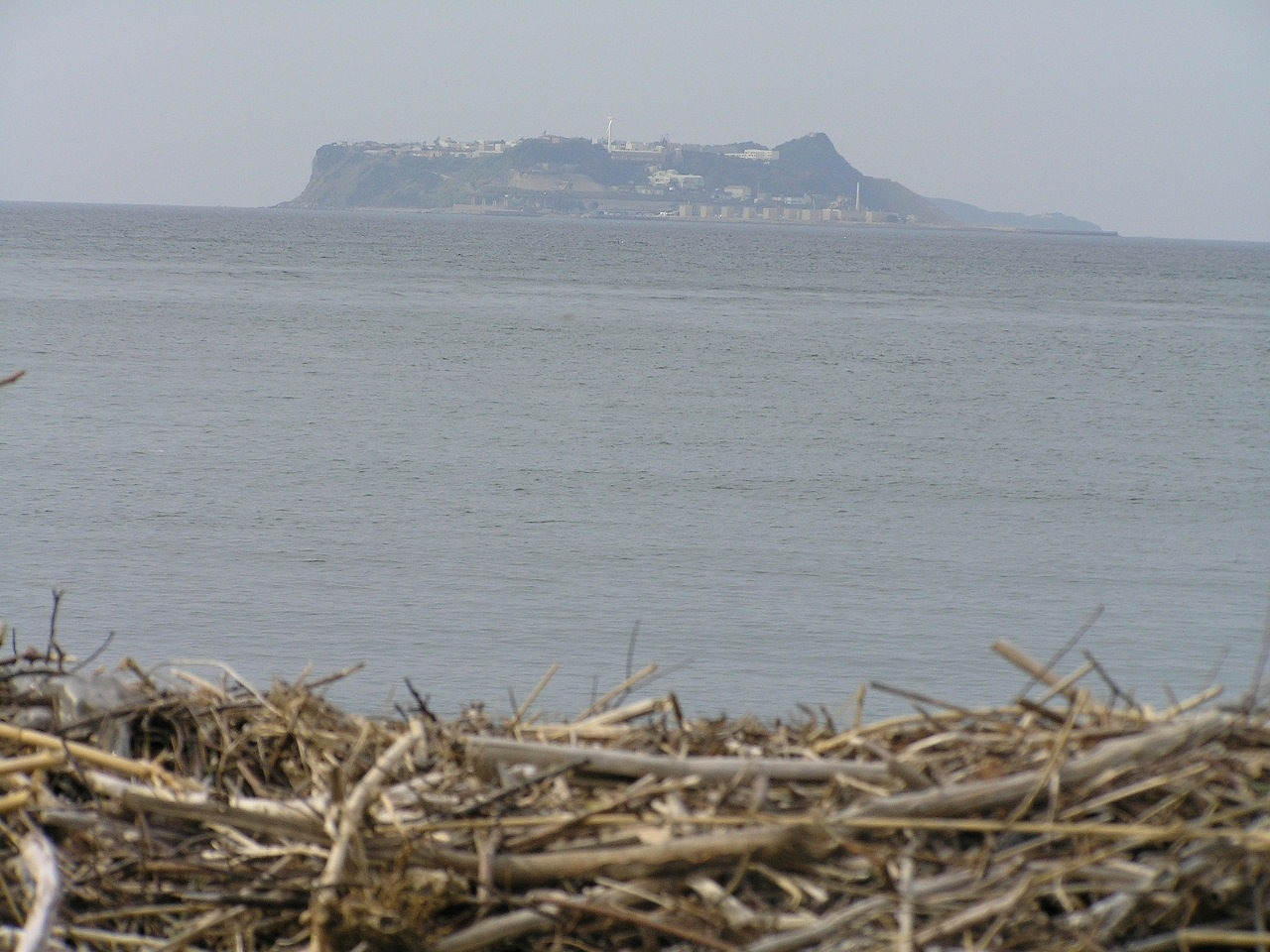
西彼杵半島の西沖合約7 kmに浮かぶ周囲約4 kmの池島

- 1913年（大正2年） - 三井鉱山が古賀鉱業より長崎県大瀬戸町松島の鉱区を買収、松島炭鉱（株）を設立[2]。
- 1935年（昭和10年）- 松島炭鉱（株）が三井鉱山から長崎県西彼杵郡大島の鉱区を買収、開発に着手。翌1936年、松島炭鉱（株）大島鉱業所が出炭を開始[2]。
- 1947年（昭和22年）- 松島炭鉱（株）が池島新鉱採掘計画を国に提出[2]。
- 1952年（昭和27年）- 池島の用地買収が完了し開発が始まる[2]。
- 1959年（昭和34年）- 営業出炭開始[2]。
- 1962年（昭和37年）- 池島抗、大島鉱業所から独立。松島炭鉱株式会社池島鉱業所となる[2]。
- 1997年（平成9年） - 三井松島リソーシス株式会社設立。
- 1998年（平成10年）7月 - 池島鉱業所から池島炭鉱に改称[2]。
- 1999年（平成11年）夏 - 炭鉱技術移転五カ年計画の実施を提言。
- 2000年（平成12年）2月 - 炭鉱で火災発生。
- 2001年（平成13年）
  - 11月17日 - 炭鉱技術移転五カ年計画で海外から炭鉱研修生受け入れ。
  - 11月28日 - 最後の入坑。
  - 11月29日 - 池島炭鉱閉山。
- 2002年（平成14年）
  - 3月23日 - 池島炭鉱の閉山式。
  - 4月18日 - 国の“炭鉱技術移転五カ年計画”が本格的にスタート。
- 2006年（平成18年）3月 - 池島炭鉱などで働いて、じん肺になった元従業員らが会社側と和解。
- 2007年（平成19年）3月末 - 炭鉱技術移転五カ年計画（海外から研修生を受け入れ採掘技術を伝える）の期限。
- 2008年（平成20年）2月 - 池島アーバンマイン株式会社設立。
- 2012年（平成24年）7月 - 池島アーバンマイン株式会社、金属系発生資源等からの合金鉄製造事業および廃自動車シュレッダーダスト（ASR）等の再資源化リサイクル事業を休止。
- 2014年（平成26年）12月 - 池島アーバンマイン株式会社、全ての事業を停止し全社員を解雇。
- 2016年（平成28年）9月 - 池島アーバンマイン株式会社、事業再開を断念し破産申請。

## 見学
当時のトロッコ列車に乗車し元炭鉱マンガイドの説明を聞きながら坑内が見学が可能。当時の積み出しなど機械などが見られ往時を偲ぶことができる。
見学コース
池島港→池島開発総合センター（炭鉱概要の説明）→トロッコ列車で入坑→坑道掘進跡→採掘現場復元箇所（採炭機ドラムカッター、模擬運転、穿孔機操作体験）→池島港
- 午前の部 10:45、午後の部 14:15があり、ともに池島港集合。
- 要予約。

## ギャラリー

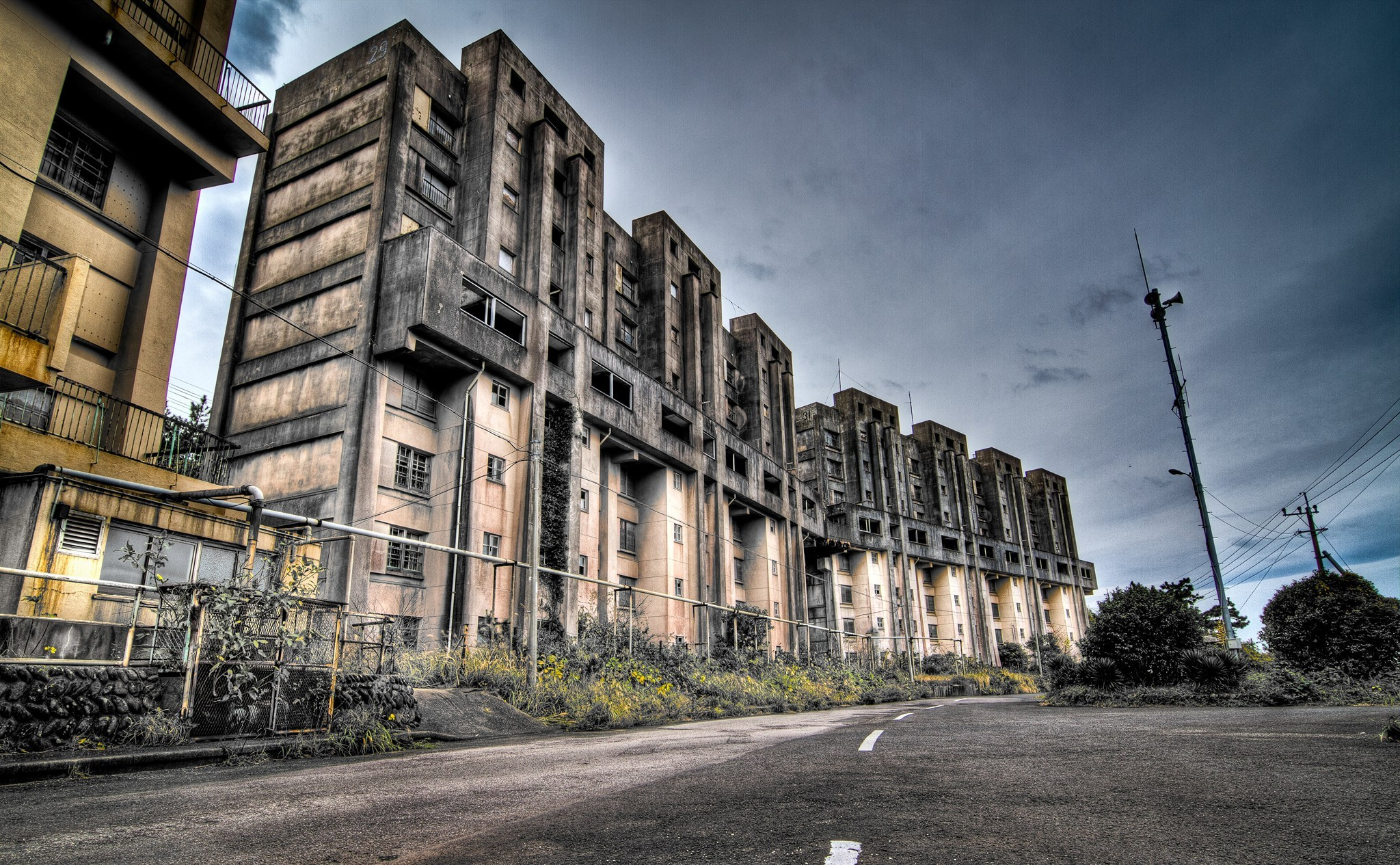
炭鉱アパート （25、27、29、31号棟）
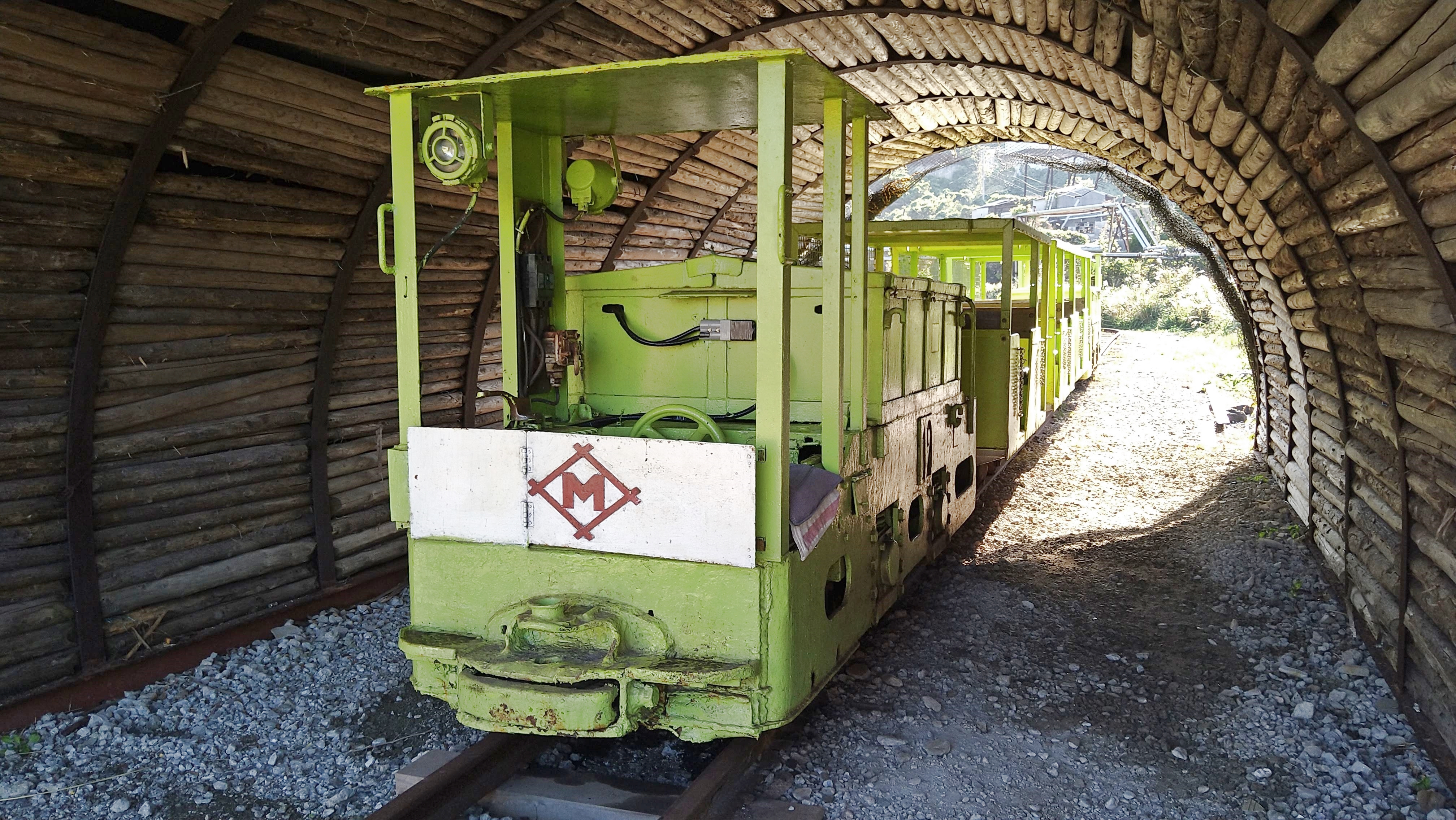
池島炭鉱の体験乗車用バッテリーカー
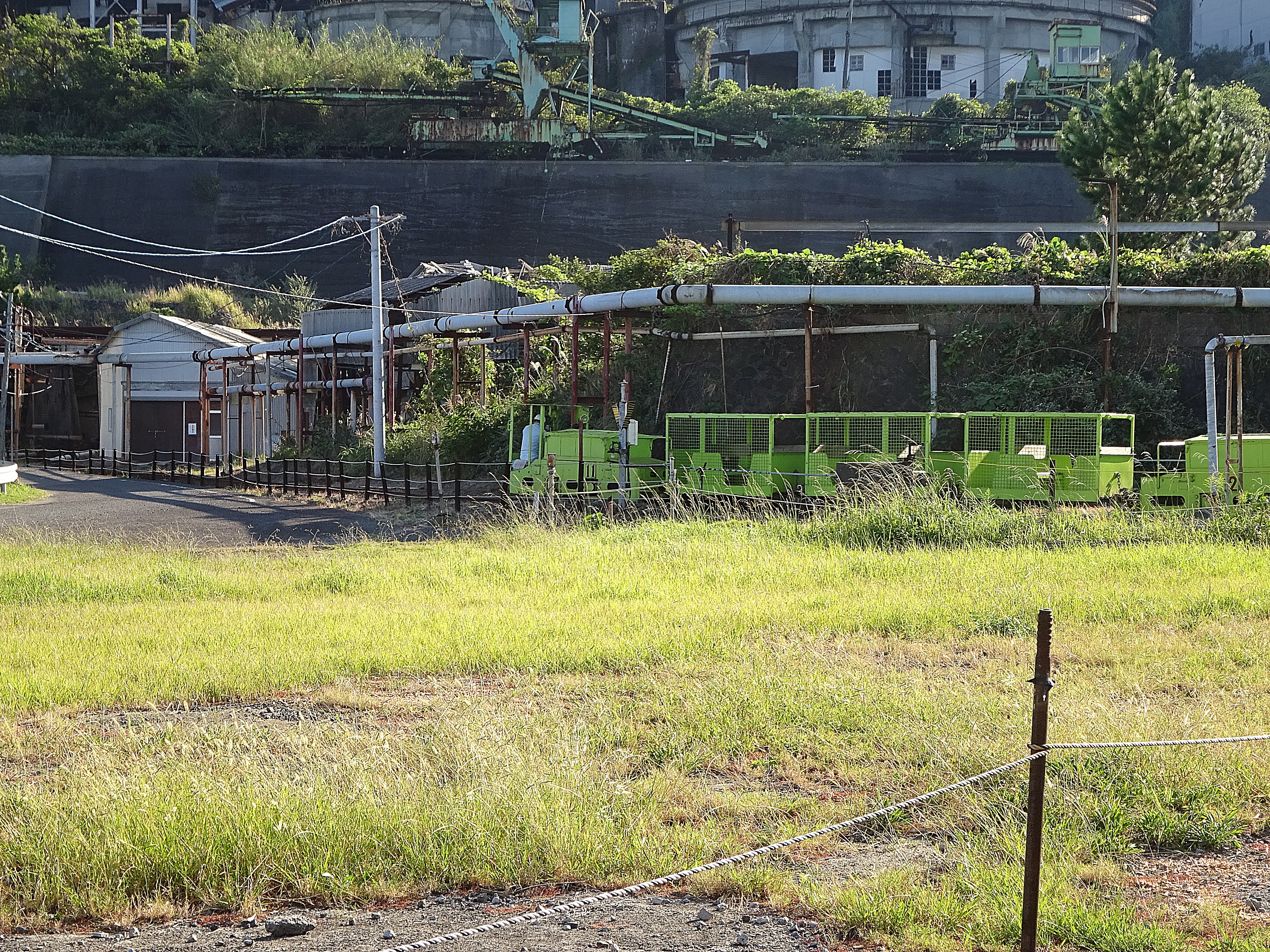
体験坑道用の客車（黄緑）
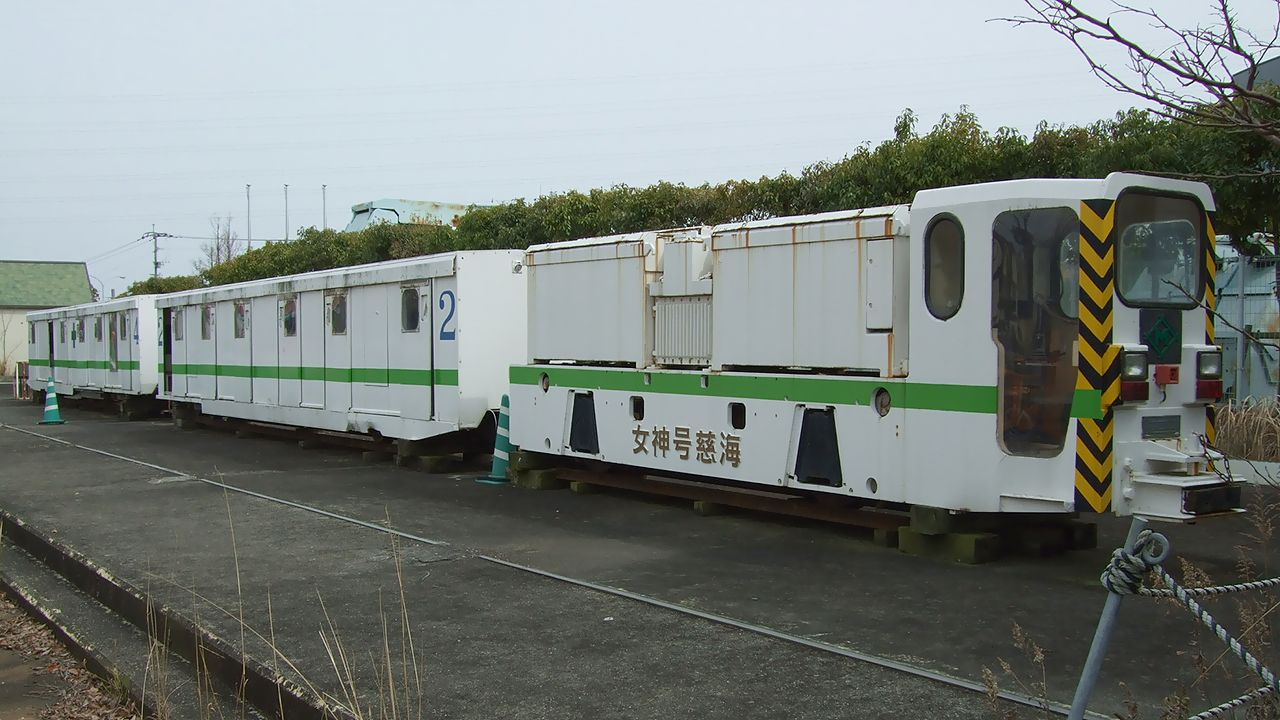
人車「女神号・慈海」
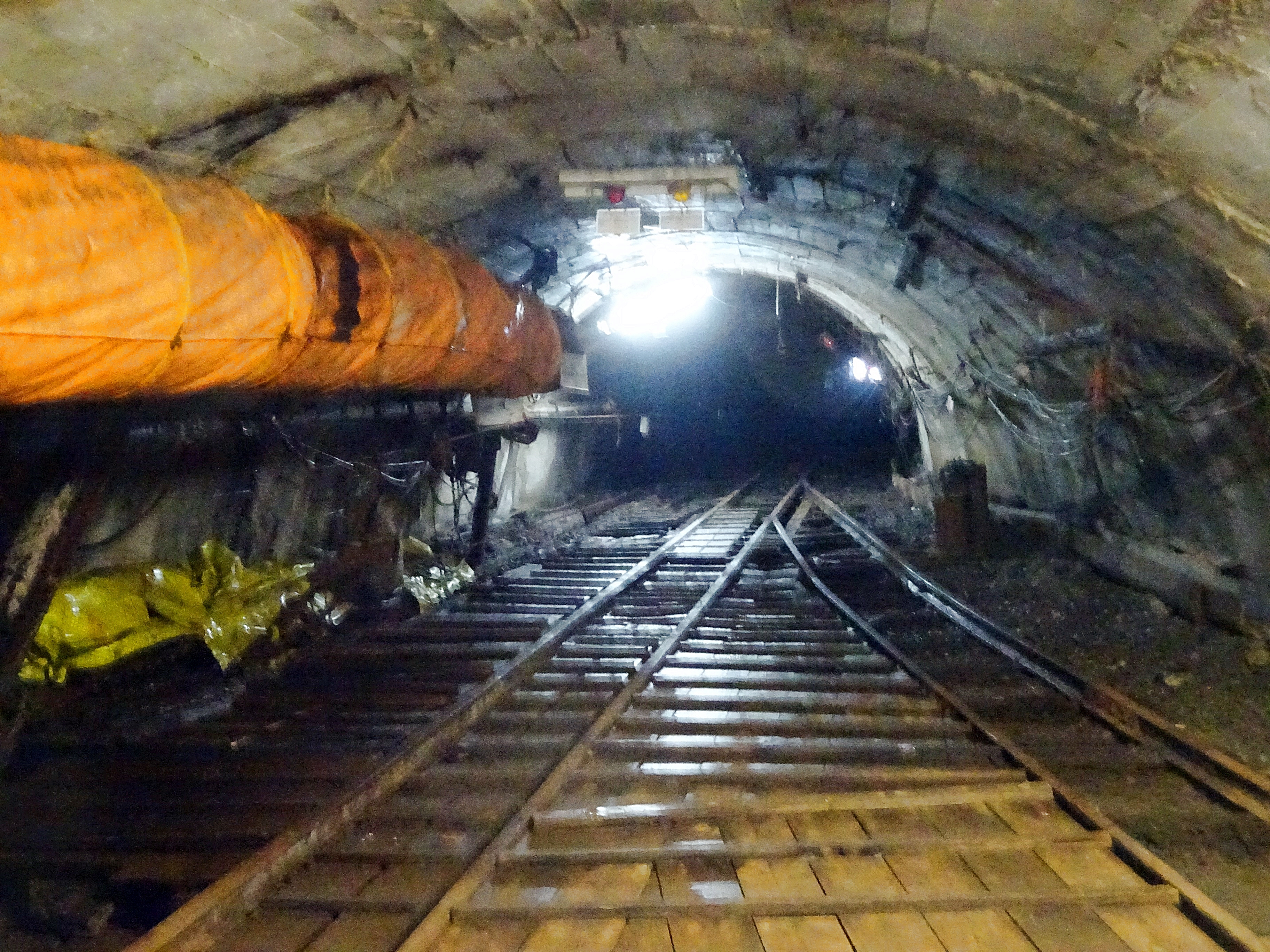
池島体験坑道の構内
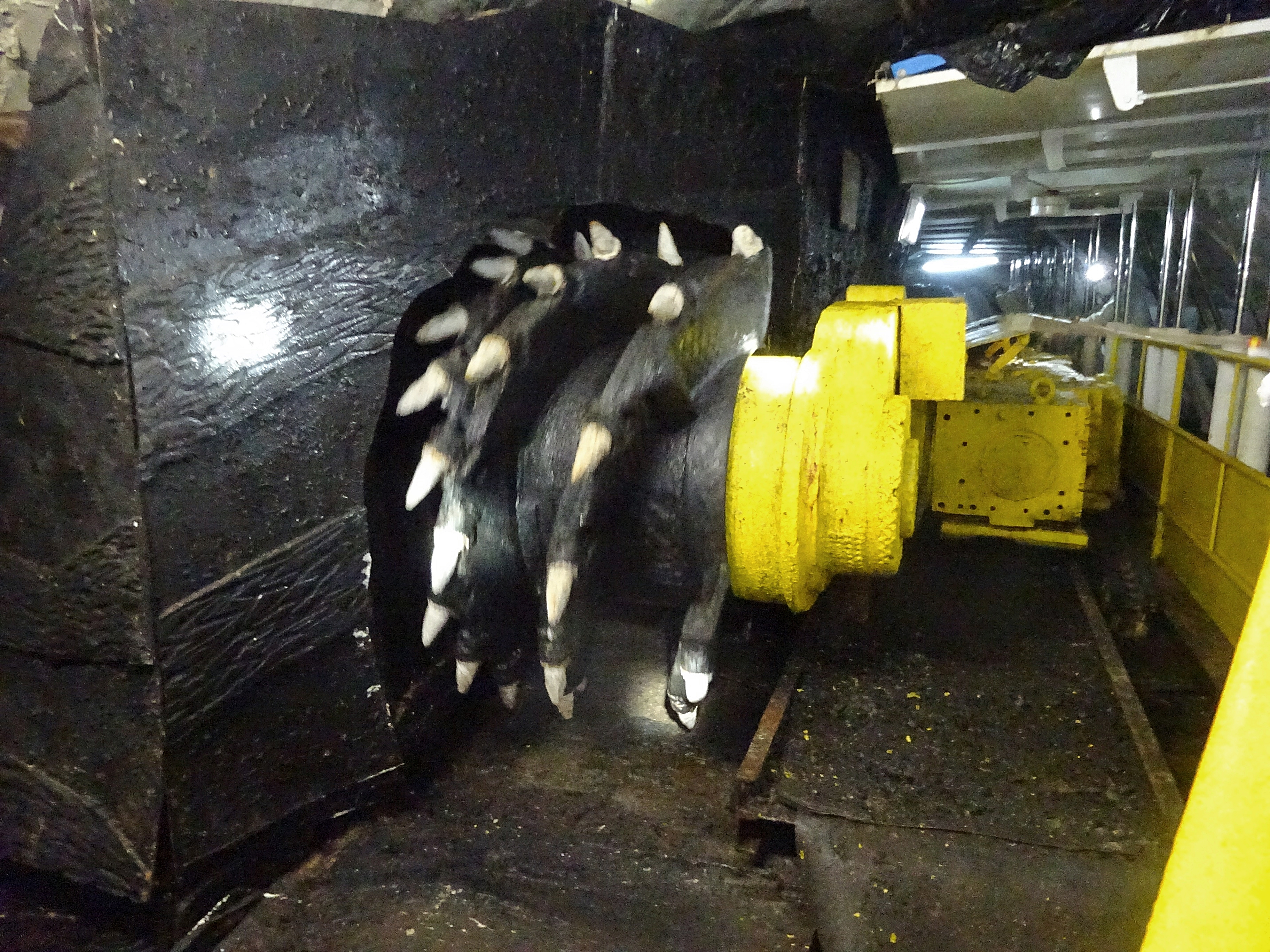
炭鉱先端部のロータリー式切羽